# Кэтлин, Сэм
Сэм Кэтлин (англ. Sam Catlin) — американский сценарист и продюсер телевидения, известный по своей работе над сериалом канала AMC «Во все тяжкие», за который он получил премию Гильдии сценаристов США (WGA).

## Биография
Кэтлин начал писать сценарии для телевидения в 2005 году, начиная с фильма «Великое новое чудо». Он затем стал сценаристом и редактором сюжетов первого сезона сериала «Похищенный» в 2006 году. Он написал сценарий к эпизоду «Stringers». В 2007 году, он стал исполнительным редактором сюжетов и сценаристом недолговременного сериала «Кентерберийский закон», где он написал эпизод «Baggage».
В 2009 году, Кэтлин присоединился к составу сериала «Во все тяжкие» как сопродюсер и сценарист второго сезона. Он написал сценарии к эпизодам второго сезона, «Down» и «4 Days Out». Состав сценаристов второго сезона был номинирован на премию WGA за лучший драматический сериал на церемонии в феврале 2010 года за их работу над вторым сезоном. Кэтлин был повышен до супервайзового продюсера в третьем сезоне в 2010 году. Он снова был повышен до соисполнительного продюсера в четвёртом сезоне. Состав сценаристов выиграл премию WGA три раза в последующих церемониях за их работу над четвёртым и пятым сезонами за лучший драматический сериал.
В 2013 году, Кэтлин подписал контракт с Sony Pictures Television, чтобы помочь разработать оригинальные проекты, при этом становясь соисполнительным продюсером недолговременной адаптации австралийского сериала для канала Fox, «Рейк». Кэтлин написал сценарий к пилотному эпизоду и стал продюсером драматического сериала ужасов «Проповедник».
Кэтлин принял участие программе актёрской аспирантуры школы искусств Тиш при Нью-Йоркском университете, где он получил степень магистра искусств в 1998 году.

## Фильмография

### Телевидение
Сценарист
| Год  | Шоу                   | Сезон | Название серии        | Серия | Примечание                                                              |
| ---- | --------------------- | ----- | --------------------- | ----- | ----------------------------------------------------------------------- |
| 2017 | Проповедник           | 2     | "The End of the Road" | 13    |                                                                         |
| 2017 | Проповедник           | 2     | "On Your Knees"       | 12    | В соавторстве с Рейчел Вагнер                                           |
| 2017 | Проповедник           | 2     | "Mumbai Sky Tower"    | 2     |                                                                         |
| 2017 | Проповедник           | 2     | "On the Road"         | 1     |                                                                         |
| 2016 | Проповедник           | 1     | "Call and Response"   | 10    | Also directed                                                           |
| 2016 | Проповедник           | 1     | "See"                 | 2     |                                                                         |
| 2016 | Проповедник           | 1     | "Pilot"               | 1     | История: Сет Роген, Эван Голдберг и Сэм Кэтлин Телесценарий: Сэм Кэтлин |
| 2014 | Рейк                  | 1     | "Mammophile"          | 13    |                                                                         |
| 2013 | Во все тяжкие         | 5     | "Rabid Dog"           | 12    |                                                                         |
| 2012 | Во все тяжкие         | 5     | "Fifty-One"           | 4     |                                                                         |
| 2011 | Во все тяжкие         | 4     | "Crawl Space"         | 11    | В соавторстве с Джорджем Мастрасом                                      |
| 2011 | Во все тяжкие         | 4     | "Hermanos"            | 8     | В соавторстве с Джорджем Мастрасом                                      |
| 2011 | Во все тяжкие         | 4     | "Open House"          | 3     |                                                                         |
| 2010 | Во все тяжкие         | 3     | "Half Measures"       | 12    | В соавторстве с Питером Гулдом                                          |
| 2010 | Во все тяжкие         | 3     | "Fly"                 | 10    | В соавторстве с Мойра Уолли-Беккет                                      |
| 2010 | Во все тяжкие         | 3     | "Green Light"         | 4     |                                                                         |
| 2009 | Во все тяжкие         | 2     | "4 Days Out"          | 9     |                                                                         |
| 2009 | Во все тяжкие         | 2     | "Down"                | 4     |                                                                         |
| 2008 | Кентерберийский закон | 1     | "Baggage"             | 2     |                                                                         |
| 2009 | Похищенный            | 1     | "Front Page"          | 7     |                                                                         |

Производственный персонал
| Год  | Шоу           | Роль                      | Примечание |
| ---- | ------------- | ------------------------- | ---------- |
| 2017 | Проповедник   | Исполнительный продюсер   | Сезон 2    |
| 2016 | Проповедник   | Исполнительный продюсер   | Сезон 1    |
| 2014 | Рейк          | Консалтинг продюсер       | Сезон 1    |
| 2013 | Во все тяжкие | Соисполнительный продюсер | Сезон 5    |
| 2012 | Во все тяжкие | Соисполнительный продюсер | Сезон 5    |
| 2011 | Во все тяжкие | Соисполнительный продюсер | Сезон 4    |
| 2010 | Во все тяжкие | Контролирующий продюсер   | Сезон 3    |
| 2009 | Во все тяжкие | Сопродюсер                | Сезон 2    |

### Фильм
| Год  | Название           | Роль               | Примечание |
| ---- | ------------------ | ------------------ | ---------- |
| 2005 | Великое новое чудо | Член совета Бленик |            |